# Alonso Pérez de Guzmán y Gómez de Sandoval
Alonso Pérez de Guzmán y Gómez de Sandoval, XII conde de Niebla.
Noble español perteneciente a la casa de Medina Sidonia, hijo de Juan Manuel Pérez de Guzmán y Gómez de Silva, VIII duque de Medina Sidonia y de Juana Gómez de Sandoval y Rojas y de la Cerda, hija del duque de Lerma.
Muerto antes que su padre, le sucedió en el condado su hermano Gaspar Pérez de Guzmán y Gómez de Sandoval, XIII conde de Niebla y IX duque de Medina Sidonia.
- Datos: Q5654045